# You Suffer
You Suffer (engl. für „Du leidest“) ist ein Lied der englischen Grindcore-Band Napalm Death.

## Entstehung

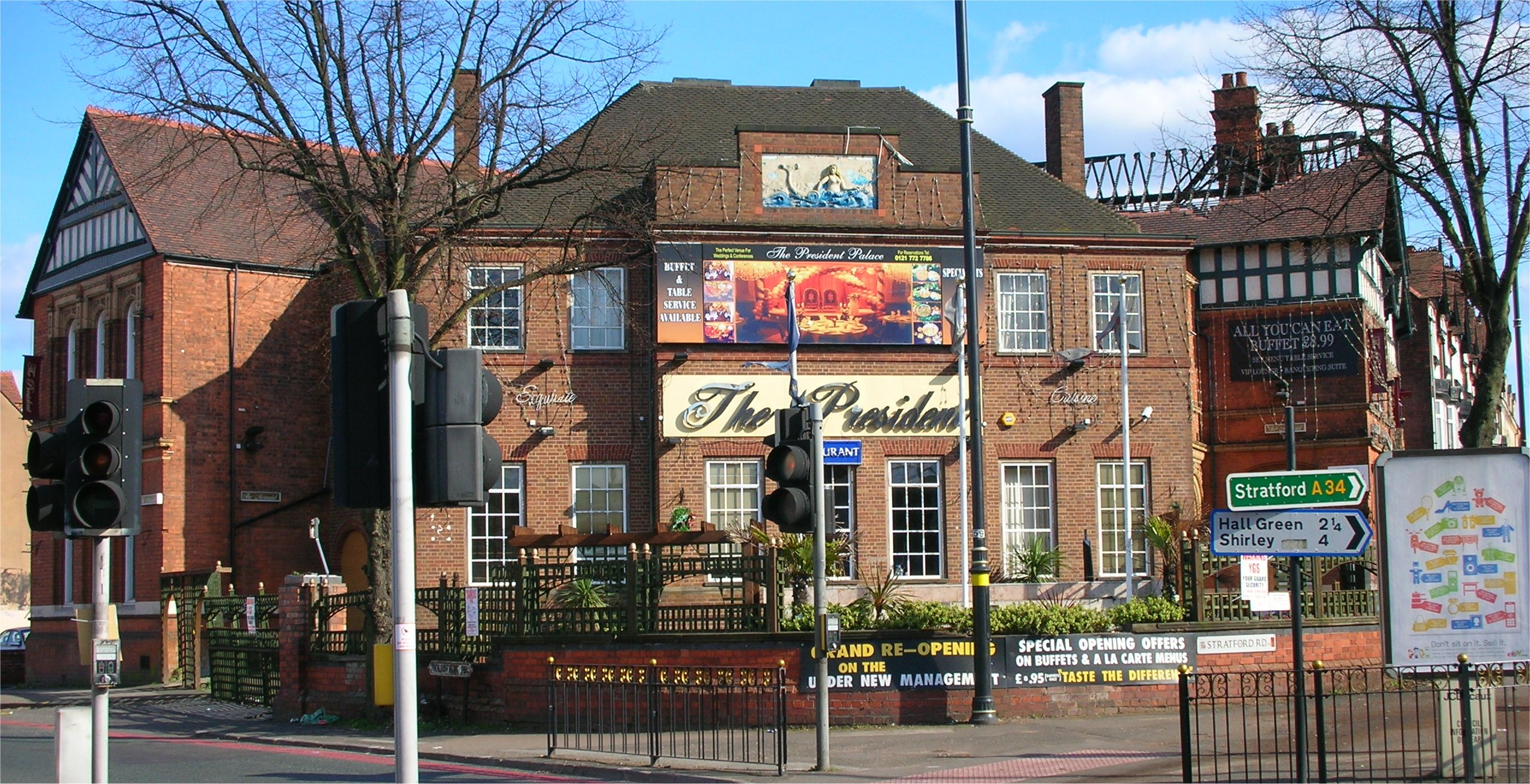
Der ehemalige Pub The Mermaid in Birmingham, bevorzugter Auftrittsort von Napalm Death

Die Musik der Band vollzog in den Jahren 1985 und 1986 einen Wandel vom Hardcore Punk hin zu extrem schnellem Crustcore mit Einflüssen aus dem Heavy Metal, der später unter der Bezeichnung Grindcore bekannt wurde. Ein Grund dafür war der im November 1985 zur Band gestoßene Schlagzeuger Mick Harris, dessen Bestreben es war, immer schnellere Songs zu spielen. In dieser Zeit schrieben Nik Bullen und Justin Broadrick auch You Suffer, das noch in seiner ersten Version auf dem Demo From Enslavement to Obliteration mehrere Sekunden dauerte (die Angaben schwanken zwischen fünf und sieben). Die kurze Spieldauer des Stückes soll von dem Lied E! der amerikanischen Band Wehrmacht inspiriert worden sein. Wenn das Lied bei Live-Auftritten von Napalm Death gespielt wurde, forderten die Zuschauer den Song immer wieder:

„Bei manchen Gigs … spielten wir den Song bestimmt 50 Mal hintereinander … Die Leute brüllten „Noch mal, noch mal, noch mal!“ Das totale Chaos.“

In dieser extrem schnellen Variante gelangte das Lied auf das 1987 veröffentlichte Debütalbum Scum. Der englische BBC-Radio-1-Moderator John Peel wurde auf das Album Scum aufmerksam, sein besonderes Interesse galt dabei You Suffer. Als er den Song das erste Mal im Radio spielte, war er so überrascht, dass er ihn gleich mehrmals hintereinander wiederholte.

„Der Song dauert ja nur eine knappe Sekunde und John spielte ihn vorwärts, rückwärts, auf 33 und auf 45 UpM – er konnte es einfach nicht glauben.“

Sowohl zur Peel-Session im September 1987 als auch im März 1988 spielte die Band You Suffer live im Radio.
Anlässlich des 20. Jubiläums der Veröffentlichung des Albums Scum veröffentlichte Napalm Death 2007 bei YouTube ein Musikvideo zu dem Stück.

## Tributealbum
Im Dezember 2011 wurde zu dem Lied bei Sirona Records ein Tributealbum als Download veröffentlicht. Über Facebook reichten während mehrerer Monate 100 Musiker und Musikgruppen ihre Version des Liedes ein. Das musikalische Spektrum der Coverversionen reicht von Spoken Word bis zu Noise und Grindcore.